# 圣博内布里扬斯
圣博内布里扬斯（法語：Saint-Bonnet-Briance，法語發音：[sɛ̃ bɔnɛ bʁijɑ̃s]）是法国新阿基坦大区上维埃纳省的一个市镇，属于利摩日区。

## 地理
圣博内布里扬斯（45°42'27"N, 1°28'35"E）面积30.06 平方千米，位于法国新阿基坦大区上维埃纳省，该省份为法国中西部省份，北起顺时针与安德尔省、克勒兹省、科雷兹省、多爾多涅省、夏朗德省和维埃纳省接壤。
与圣博内布里扬斯接壤的市镇（或旧市镇、城区）包括：格朗日、利纳尔、罗济耶圣乔治、圣但尼代米尔、罗瑟尔河畔圣热内斯、圣保罗。

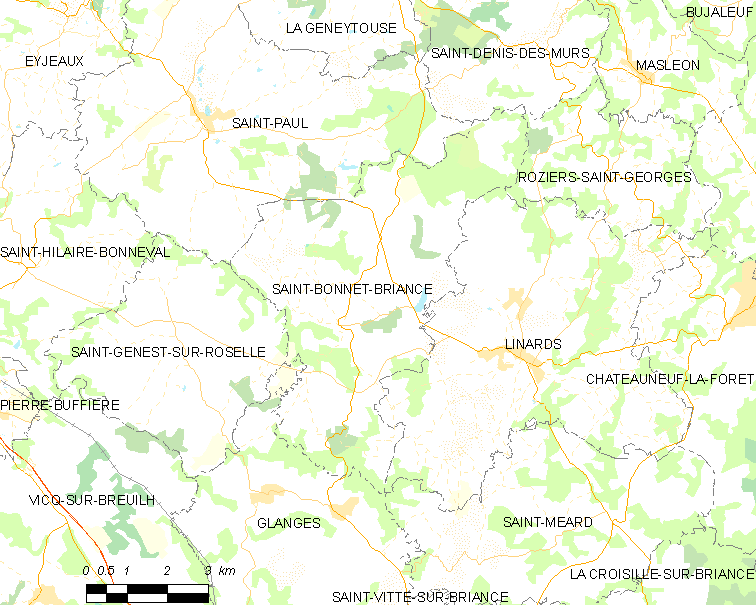
圣博内布里扬斯的OSM定位图

圣博内布里扬斯的时区为UTC+01:00、UTC+02:00（夏令时）。

## 行政
圣博内布里扬斯的邮政编码为87260，INSEE市镇编码为87138。

## 政治
圣博内布里扬斯所属的省级选区为维埃纳河畔孔达县。

## 人口

1962-2008年间圣博内布里扬斯人口变化图示

圣博内布里扬斯于2022年1月1日时的人口数量为538人。